# By royal decree
By royal decree is het vijftiende studioalbum van The Flower Kings. The titel is gebaseerd op een uitspraak van Freddie Mercury van Queen in de film Bohemian Rhapsody, Michael Stolt legde de link Queen en Kings. 

## Inleiding
Het album ontstond in de periode dat Europa zuchtte onder de coronapandemie. Reizen en optredens waren verboden. In die periode van luwte had Roine Stolt gelegenheid in zijn archief aan multitracks te spitten; hij neemt zijn ideeën altijd direct op om er later al dan niet nog wat mee te kunnen doen. Daarbij viel hem goede ideeën op uit het verre verleden, zelfs uit de periode dat The Flower Kings nog niet bestond. Bovendien had Stolt nog behoorlijk veel ongebruikt materiaal van het album The Absolute Universe-Forevermore van Transatlantic (hij had er drie uur muziek voor geschreven). De basistrack werden in juli 2021 opgenomen in de Fenix Studio te Varnhem met een nieuwe analoog mengpaneel van Rupert Neve. Daarop volgden sessies met de groep, behalve met Bruniusson; het was niet doenlijk zijn instrumentarium naar de studio te verhuizen. Het album betekende de terugkeer van Roines broer Michael Stolt, de vaste bassist Jonas Reingold had het toen Europa weer opstartte te druk met een concertreeks van Steve Hackett. Michael en Roine wonen in dezelfde plaats. De derde bassist Jonas Lindberg speelde mee in verband met een onderlinge ruil met Roine; Roine speelde gitaarmuziek in bij Lindberg, waarop Lindberg basgitaar speelde op Revolution.
Het deels teruggrijpen op oude muziek betekende dat ook oude klanken terugkwamen was de mening van Progwereld; hetgeen een breuk betekende met voorgaande albums.   
De hoes werd ontworpen door Kevin Sloan, die al eerder ontwerpen leverde (Waiting for miracles), hij leverde weer een tableau met dieren.

## Musici
- Roine Stolt – gitaren, toetsinstrumenten, zang, percussie (alle tracks behalve 2.8)
- Hasse Fröberg – zang (alle tracks behalve 1.8, 2.3, 2.5, 2.9)
- Zach Kamis – toetsinstrumenten (alle tracks)
- Jonas Reingold – basgitaar (tracks 1.1, 1.3, 1.7 1.8, 2.2, 2.3, 2.4, 2.5, 2.7,)
- Michael Stolt – basgitaar, moogbas, (tracks 1.2, 1.4, 1.5, 1.6, 2.1, 2.6, 2.9) en een aantal tracks achtergrondzang
- Markko De Maio – drumstel, percussie (alle tracks behalve 2.8)
- Hasse Bruniusson – akoestische en elektronische percussie (tracks 1.2, 2.2)

Met
- Jonas Lindberg – basgitaar (track 1.9)
- Rob Townsend – saxofoons (track 1.3)
- Alexander Yasinksi – accordeon (track 2.2)
- Jannica Lund – achtergrondzang (tracks 1.2, 1.4, 1.5, 1.6, 2.4, 2.6, 2.9)

## Muziek
| Nr. | Titel                              | Duur |
| --- | ---------------------------------- | ---- |
| 1.  | The great preteneder (Roine Stolt) | 6:58 |
| 2.  | World gone crazy (Roine Stolt)     | 5:04 |
| 3.  | Blinded (Roine Stolt)              | 7:48 |
| 4.  | A million stars (Roine Stolt)      | 7:20 |
| 5.  | The soldier (Roine Stolt)          | 5:26 |
| 6.  | The darkness in you (Roine Stolt)  | 5:15 |
| 7.  | We can make it work (Roine Stolt)  | 2:53 |
| 8.  | Peacock on parade (Roine Stolt)    | 5:20 |
| 9.  | Revolution (Roine Stolt)           | 6:08 |

| Nr. | Titel                               | Duur |
| --- | ----------------------------------- | ---- |
| 1.  | Time the great healer (Roine Stolt) | 6:16 |
| 2.  | Letter (Roine Stolt)                | 2:25 |
| 3.  | Evolution (Roine Stolt)             | 4:56 |
| 4.  | Silent ways (Roine Stolt)           | 5:20 |
| 5.  | Moth (Roine Stolt)                  | 4:40 |
| 6.  | The big funk (Roine Stolt)          | 4:40 |
| 7.  | Open your heart (Roine Stolt)       | 5:20 |
| 8.  | Shrine (Roine Stolt)                | 1:10 |
| 9.  | Funeral pyres (Roine Stolt)         | 7:12 |

Het album stond één week genoteerd in de albumlijsten van België (Vlaanderen en Wallonië), Duitsland, Nederland en Zwitserland.